# Josef Durm
Josef Durm nació en Karlsruhe, Baden-Wurtemberg, Alemania, el 14 de febrero de 1837. En 1868 fue nombrado catedrático de arquitectura del Institutos de Tecnología de Karlsruhe, en 1877 consejero de urbanismo (nombre local: Baurat) y en 1887 director de urbanismo de Baden. Murió el 3 de abril de 1919 en Karlsruhe.

## Obra arquitectónica
- Baden-Baden
  - Kaiserin-Augusta-Bad (1893) (en colaboración con Karl Friedrich Moest)
  - Landesbad
- Friburgo de Brisgovia
  - Iglesia de San Juan (construida entre 1894 y 1899)
  - Friedrich-Gymnasium
- Heidelberg
  - Provisorische Festhalle
  - Alte Universität, Alte Aula
  - Altklinikum der Universität, Heidelberg-Bergheim
  - Kurfürst-Friedrich-Gymnasium
  - Biblioteca de la Universidad de Heidelberg
- Karlsruhe
  - Cementerio principal (1873)
  - Sinagoga (1875)
  - Vierordtbad (1873)
  - Sala de Fiestas (1877)
  - Palacio del Gran Duque Heredero (1891–1897; desde 1950, sede del Trbibunal Federal de Justicia)
  - Casa Residencial Schmieder (1881–1884, desde 1900, Palacio del Príncipe Max; sede delTribunal Constitucional de Alemania entre 1951–1969)
  - Palacio Bürklin (1874–1879)
  - Justizvollzugsanstalt Karlsruhe (1897)
  - Kunstgewerbeschule (1898–1901)
  - Großherzogliches Bezirksamt, ahora Comisaría de Policía de Karlsruhe-Marktplatz
- Mannheim
  - Oberrheinischen Versicherungsgesellschaft

## Enlaces
- Wikimedia Commons alberga una categoría multimedia sobre Josef Durm.
- Biblioteca de la Universidad de Heidelberg: Josef Durm (1837-1919)
- Josef Durm en la base de datos archINFORM

- Datos: Q69059
- Multimedia: Josef Durm / Q69059